# Дејан Зорић
Дејан Зорић (Загреб, 23. новембар 1978) српски је позоришни и филмски глумац. Један је од оснивача Градског позоришта Јазавац из Бање Луке. Спољни сарадник је Народног позоришта Републике Српске. Такође је и пјевач бањалучке групе Аифел.

## Живот
Године 2000. је дипломирао глуму на Академији умјетности Универзитета у Бањој Луци, у класи професора Светозара Рапајића са представом „Ај, Кармела“ Хосеа Санчиза Синистере. Остварио је више запажених улога у Народном позоришту Републике Српске. Из тог периода истичу се „Власт“ (Б. Нушић, 2004), „Петар Кочић“ (Г. Бановић, 2004), „Мирандолина“, (К. Голдони, 2006) и др. У Зеници, на Фестивалу БХ драме, награђен је за најбољег младог глумца за улогу „Петар Кочић млађи“ из истоимене представе. 2006. године
са својима колегама Мариом Лукајићем и Драганом Марић, основао је Градско позориште Јазавац у Бањој Луци.
2011. године дипломирао при Универзитету Уметности у Београду на Мастер интердисциплинарним студијама смјер „Културна политика и Менаџмент у култури“ у класи проф. Милене Драгићевић Шешић.
Ожењен је и отац је двоје дјеце. Од 2015. живи и ради у Цириху, Швајцарска.

## Улоге
| Год.  | Назив                       | Улога        |
| ----- | --------------------------- | ------------ |
| 2007. | Свети Георгије убива аждаху | Гојко Жандар |
| 2008. | Турнеја                     | Војник       |